# Rigspræsident
Rigspræsident (tysk: Reichspräsident) var embedstitlen på statsoverhovedet i Det Tyske Rige i perioden 1919 til 1945.
Efter kejser Wilhelm 2.s abdicering og 1. verdenskrigs afslutning indførtes Weimarforfatningen, der omdannede Tyskland fra et kejserrige til en republik og oprettede embedet som rigspræsident. Rigspræsidenten havde, i hvert fald i teorien, ret vidtgående beføjelser.

## Beføjelser og betingelser
Ifølge Det Tyske Riges forfatning (Weimarforfatningen) blev rigspræsidenten valgt ved direkte valg for en periode på syv år (artikel 41) og kunne genvælges (art. 43).
Rigspræsidenten havde i forfatningen den formelle magt til at
- opløse rigsdagen og udskrive valg (art. 25),
- udnævne embedsmænd og officerer (art. 46),
- være øverstbefalende for rigsværnet (art. 47),
- indføre nødret, suspendere frihedsrettighederne og tage foranstaltninger for at afværge trusler mod Rigets sikkerhed og orden (art. 48, stk. 2),
- udnævne og afskedige rigskansleren og - efter forslag fra rigskansleren - ministrene i rigsregeringen (art. 53) samt
- sende love til folkeafstemning (art. 73).

Rigsdagen kunne anklage rigspræsidenten for embedsforsømmelser ved statsdomstolen (art. 59).

## Rigspræsidenterne fra 1919 til 1945
Socialdemokraten Friedrich Ebert blev valgt som den første præsident for Nationalforsamlingen i Weimar i 1919. Hans partiløse efterfølger, feltmarskal Paul von Hindenburg, blev valgt i 1925. Ved valget i 1932 blev han genvalgt efter en anden valgrunde mod Adolf Hitler.
Umiddelbart inden Hindenburgs død fik Hitler gennemført Lov om statsoverhovedet for Det Tyske Rige af 1. august 1934, der fastsatte, at embedet som rigspræsident efter Hindenburgs død skulle lægges sammen med Hitlers embede som rigskansler, sådan at Hitler fra da af optrådte under titlen Führer und Reichskanzler (fører og rigskansler).
Hitlers død den 30. april 1945 medførte, at Karl Dönitz i kraft af Hitlers politiske testamente blev udpeget som ny rigspræsident. Anholdelsen af Dönitz den 23. maj 1945 afsluttede i praksis hans embedstid.
Ved Tysklands deling efter 2. verdenskrigs afslutning fik statsoverhovedet for Forbundsrepublikken Tyskland (Vesttyskland) titel af forbundspræsident (Bundespräsident), mens man i DDR (Østtyskland) valgte betegnelsen republikkens præsident (Präsident der Republik, Präsident der DDR).
| # | Portræt             | Navn (Født-Død)                                  | Tiltrådt         | Fratrådt                                    | Parti    |
| - | ------------------- | ------------------------------------------------ | ---------------- | ------------------------------------------- | -------- |
| 1 | Friedrich Ebert     | Friedrich Ebert (1871-1925)                      | 11. februar 1919 | 28. februar 1925 (i embedet indtil sin død) | SPD      |
| 2 | Paul von Hindenburg | Paul von Hindenburg (1847-1934)                  | 12. maj 1925     | 2. august 1934 (i embedet indtil sin død)   | Partiløs |
| 3 | Adolf Hitler        | Adolf Hitler (1889-1945) (Führer og Rigskansler) | 2. august 1934   | 30. april 1945 (selvmord)                   | NSDAP    |
| 4 | Karl Dönitz         | Karl Dönitz (1891-1980)                          | 30. april 1945   | 23. maj 1945 (arresteret; embedet nedlagt)  | NSDAP    |

## Standarter
Rigspræsidentens standarter i forskellige perioder.
- 1919–1921
- 1921–1926
- 1926–1933
- 1933–1934
- 1934–1945
- 30. april 1945–23. maj 1945